# 1995年臺灣
|        | 臺灣歷史 \| 台灣歷史年表 |
| 世纪： | 19世纪臺灣 \| 20世纪臺灣 \| 21世纪臺灣 |
| 年代： | 1960年代臺灣 \| 1970年代臺灣 \| 1980年代臺灣 \| 1990年代臺灣 \| 2000年代臺灣 \| 2010年代臺灣 \| 2020年代臺灣                                           |
| 年份： | 1990年臺灣 \| 1991年臺灣 \| 1992年臺灣 \| 1993年臺灣 \| 1994年臺灣 \| 1995年臺灣 \| 1996年臺灣 \| 1997年臺灣 \| 1998年臺灣 \| 1999年臺灣 \| 2000年臺灣 |
| 纪年： | 乙亥年（猪年）、中華民國84年 |

## 政府

### 國家正副元首

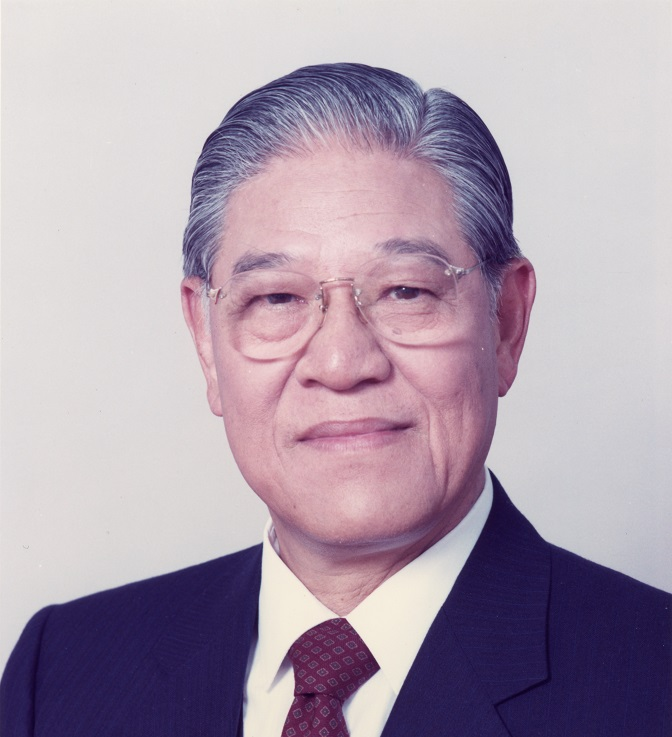
總統：李登輝
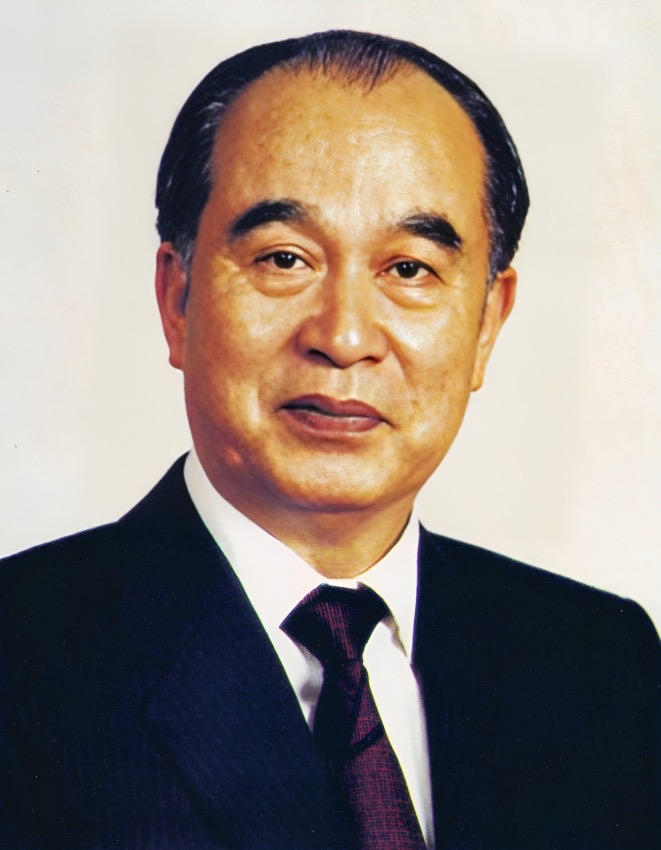
副總統：李元簇

### 五院首長

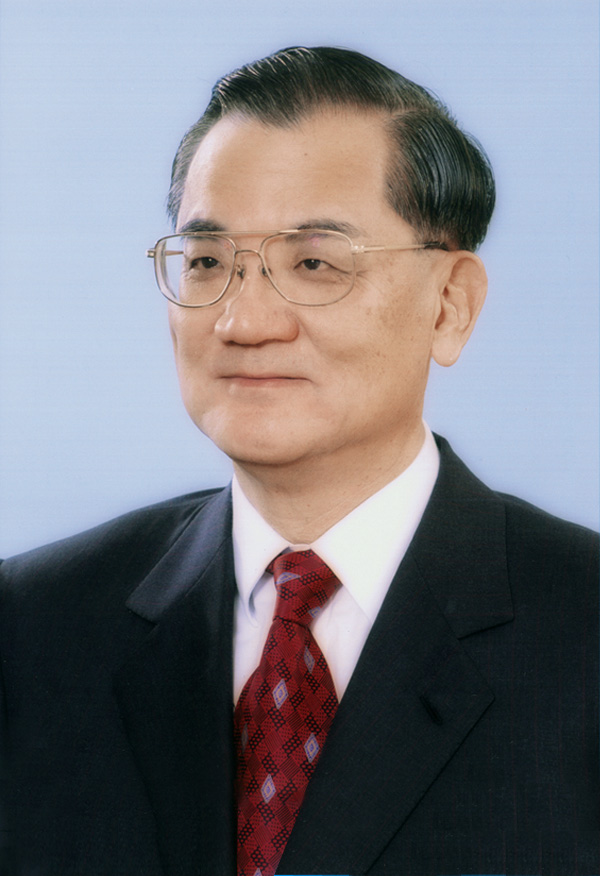
行政院院長：連戰
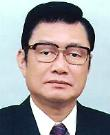
立法院院長：劉松藩
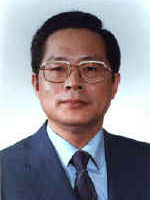
司法院院長：施啟揚
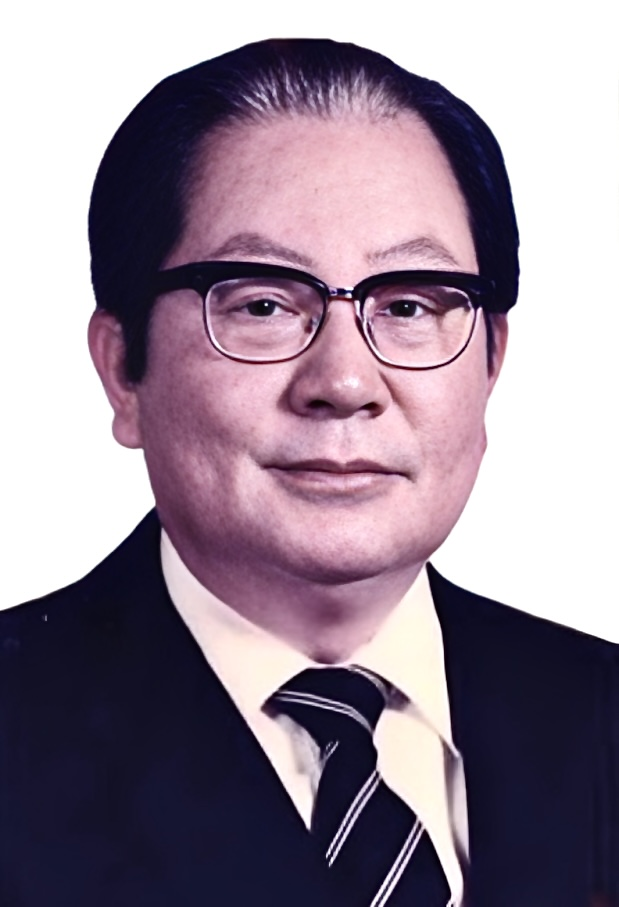
考試院院長：邱創煥
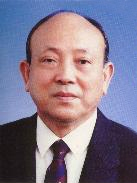
監察院院長：鄭水枝（代理）

### 省長

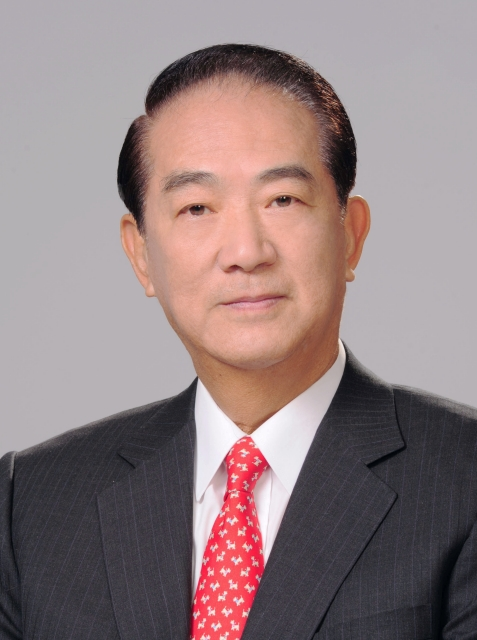
臺灣省省長：宋楚瑜

### 省政府主席

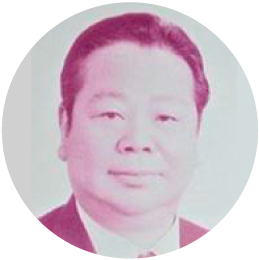
福建省政府主席：吳金贊

### 成員變動

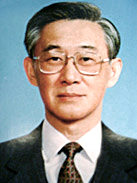
監察院院長：陳履安（辭職）

## 大事记

### 1-6月
- 1月1日——中央健康保險局掛牌，首長稱「總經理」。
- 1月26日——澎湖縣議會成立「觀光賭場促進委員會」。
- 2月15日——台中市衛爾康西餐廳發生火災，64人死亡，為台灣歷來死傷第二嚴重的火災事件。
- 3月1日——中華民國自由地區正式實施全民健保。
- 5月8日——鄧麗君在泰國清邁病逝。
- 5月9日至12月22日——正大尼龍發生罷工事件，創台灣解嚴以來罷工期間最長的紀錄。
- 5月11日——鄧麗君遺體由泰國清邁以飛機運抵台北中正機場，並罕見地在機場貨運站設置靈堂。[1]
- 5月27日——民進黨總統初選電視辯論在高雄勞工育樂中心舉行，由中時報系主辦、TVBS全程轉播。

- 6月7日——1995年李登輝總統康乃爾大學之行：總統李登輝乘中華航空專機由臺北啟程，前往美國訪問母校康乃爾大學。
- 6月9日——1995年李登輝總統康乃爾大學之行：美東時間6月9日下午，李登輝到達綺色佳，在康乃爾大學歐林講座發表題為「民之所欲，常在我心」的英文公開演說。
- 6月9日——中華民國海軍發生黃國章事件。
- 6月13日——1995年李登輝總統康乃爾大學之行：李登輝返抵臺灣。
- 6月15日——柯遠芬逝世。

### 7-12月
- 7月——「澎湖國家風景區管理處」正式成立
- 7月21日——中國大陆擬向台灣北方海面試射飛彈，第三次台灣海峽危機。
- 8月1日——臺南市政府拆除安平區的延平街舊建築，進行拓寬工程[2]:9。
- 8月17日——1995年臺灣計程車暴動事件
- 9月1日——三立都會台開播，當時名為三立2台，最初定頻在第24頻道。
- 9月16日——位於臺北市士林區的國立故宮博物院舉辦羅浮宮珍藏名畫大展。
- 10月8日——高雄市中山體育場—澄清湖的路線舉辦「1995年高雄國際暨區運馬拉松比賽」。
- 10月2日——台灣第一個24小時新聞頻道，TVBS-NEWS開播。
- 10月22日——楊雅惠牧師透過網路號召一群同志基督徒在台北市義光長老教會成立全台灣第一個屬於同志基督徒團契：約拿單團契。
- 10月29日——高雄市大統百貨公司大火。
- 12月2日——中華民國第三屆立法委員選舉投票。

## 出生
参见： 1995年出生
- 1月3日——吳昱廷：擊劍運動員。
- 1月4日——鄧育凱：演員。
- 1月5日——
  - 王采婕：演員，是王中皇小女兒。
  - 黃沛祺：啦啦隊員，是Passion Sisters成員之一。
- 1月6日——劉威廷：跆拳道運動員。
- 1月7日——范榮玉：羽球選手。
- 1月10日——廖啟宏：羽球選手。
- 1月12日——馮玟璇：超級偶像參賽者、聲林之王參賽者。
- 1月14日——
  - 韓寧：演員、舞者。
  - 李郡歡：籃球運動員。
- 1月16日——程郁捷：羽球選手。
- 1月18日——王齊麟：羽球選手。
- 1月19日——田子傑：羽球選手。
- 1月22日——董又霖：歌手、演員。
- 1月23日——
  - 蔡佩軒：歌手、YouTube網紅。
  - 林依婷：政治人物。
- 2月3日——洪瑋漢：棒球選手。
- 2月4日——巫孝霖：羽球選手。
- 2月10日——溫雅雲：啦啦隊員，是Rakuten Girls成員之一。
- 2月11日——黃柏瑜：政治人物。
- 2月13日——
  - 涂善存：歌手、演員。
  - 蔡宜家：模特兒、通告藝人。
- 2月17日——林心茹：籃球運動員。
- 2月18日——陳映竹：滑輪溜冰選手。
- 2月19日——
  - 黃怡瑄：歌手，是TUD主唱。
  - 李冠霆：籃球運動員。
- 2月22日——駱子墉：演員、通告藝人。
- 2月27日——
  - 王子維：羽球選手。
  - 張瓈文：排球運動員。
- 3月2日——林嘉慈：籃球運動員。
- 3月4日——張凱倫：棒球選手。
- 3月8日——袁加樂：籃球運動員。
- 3月13日——蔡祥：演員、主持人、通告藝人。
- 3月17日——
  - 杜季祥：演員、桌球運動員。
  - 高浩文：射箭選手。
- 3月18日——利善榛：歌手，是HUR隊長。
- 3月24日——
  - 石承泫：歌手、演員。
  - 張菁菁：主持人。
- 3月25日——
  - 梁家榮：棒球選手。
  - 劉人豪：籃球運動員。
  - 莊凱婷：踢拳選手。
- 3月27日——楊淨宇：演員、主持人。
- 4月2日——盧冠軒：籃球運動員。
- 4月4日——胡釋安：演員，是胡瓜小兒子。
- 4月9日——吳丞哲：棒球選手。
- 4月15日——朱俊祥：棒球選手。
- 4月16日——黃慶原：音樂製作人。
- 4月19日——劉育仁：演員。
- 4月21日——陳玹宇：演員。
- 4月23日——
  - 黃信赫：演員。
  - 林焌翰：棒球選手。
- 4月24日——
  - 陳詩媛：YouTube網紅、啦啦隊員，是Rakuten Girls成員之一，曾為AKB48 Team TP成員。
  - 陳詩雅：歌手、演員、主持人，是AKB48 Team TP成員之一。
- 4月26日——吳政迪：演員。
- 4月27日——
  - 林妤臻：模特兒、Twitch網紅、YouTube網紅。
  - 范玉禹：棒球選手。
- 4月28日——郭芝吟：歌手。
- 5月4日——郝羿俊：演員。
- 5月6日——田亞霍：歌手。
- 5月8日——
  - 歐婕：籃球運動員。
  - [余芊慧]]：羽球選手。
- 5月10日——吳念軒：演員、主持人。
- 5月12日——紀卜心：部落客、YouTuber及網路紅人。
- 5月16日——陳亭羽：籃球運動員。
- 5月18日——賤葆：YouTube網紅。
- 5月22日——呂棋麟：台南黑幫最大勢力。
- 5月28日——鐘雅：歌手。
- 6月2日——林思廷：演員、模特兒。
- 6月3日——
  - 江承諺：棒球選手。
  - 李旻：高爾夫運動員。
- 6月4日——鄭靚歆：演員。
- 6月8日——杜譽城：籃球運動員。
- 6月12日——王禹舒：演員。
- 6月13日——熊嶽：演員。
- 6月15日——朱柏澄：演員。
- 6月19日——余正麒：圍棋棋士。
- 6月20日——祈錦鈅：歌手、模特兒。
- 6月21日——小玉：YouTube網紅，是TPI台灣練習生成員之一。
- 6月22日——
  - 陳昭安：足球運動員。
  - 周興哲：歌手、演員。
- 6月24日——葛宸羽：歌手、演員，是高凌風四女。
- 6月27日——陸子玄：YouTube網紅。
- 6月29日——
  - 陳怡叡：演員、啦啦隊員，是Rakuten Girls成員之一。
  - 陳怡瑄：射箭選手。
- 6月30日——陳韋霖：棒球選手。
- 7月1日——紀松佑：籃球運動員。
- 7月11日——蔡宛廷：羽球選手。
- 7月15日——陳瑞杰：足球運動員。
- 7月20日——
  - 陳享宣：射箭選手。
  - 李亞軒：網球選手。
- 7月21日——
  - 許乘睿：棒球選手。
  - 吳軒宜：啦啦隊員，是Dragon Beauties成員之一。
- 7月26日——詹宛儒：演員。
- 7月29日——
  - 陳子豪：棒球選手。
  - 賴志瑄：足球運動員。
- 7月30日——林冠華：學生運動人士。
- 8月1日——
  - 瘋狂老爹：YouTube網紅。
  - 林文佑：籃球運動員。
- 8月3日——楊家維：棒球選手。
- 8月7日——王則鈞：棒球選手。
- 8月8日——王詩聰：棒球選手。
- 8月12日——李洋：羽球選手。
- 8月13日——
  - 鄭安秝：政治人物。
  - 呂孟瑋：籃球運動員。
- 8月14日——莊又齊：籃球運動員。
- 8月16日——謝宗融：籃球運動員。
- 8月18日——張育成：旅美棒球選手。
- 8月21日——林冠均：籃球運動員。
- 8月25日——
  - 賴郁棻：女權運動人士。
  - 徐政斌：棒球選手。
- 8月26日——宋品葳：演員。
- 8月28日——吳曉謹：籃球運動員。
- 9月4日——黃湘婷：演員、主持人。
- 9月5日——焦曼婷：演員，是焦恩俊長女。
- 9月10日——簡祐哲：籃球運動員。
- 9月11日——林怡廷：歌手、演員。
- 9月12日——黃硯歆：游泳運動員。
- 9月13日——林政賢：棒球選手。
- 9月14日——
  - 陳重羽：棒球捕手，是陳重廷之兄。
  - 陳重廷：棒球選手，是陳重羽之弟。
- 9月15日——黃冠智：演員。
- 9月17日——
  - 王正棠：棒球選手。
  - 林子崴：棒球選手。
- 9月18日——
  - 潘向挺：籃球運動員。
  - 柯秉中：撞球運動員。
  - 王尉永：棒球選手。
- 9月24日——李芸蓁：模特兒。
- 10月3日——邱建豪：歌手，是理想混蛋主唱。
- 10月8日——鄭德維：籃球運動員。
- 10月10日——涂卉妮：啦啦隊員，是Rakuten Girls成員之一。
- 10月12日——
  - 關詩敏：臺裔美國籍歌手。
  - 馮容潔：演員。
  - 盧捷閔：籃球運動員。
- 10月15日——陳忻玥：歌手。
- 10月16日——張耕淯：籃球運動員。
- 10月17日——林志謙：演員。
- 10月18日——安乙蕎：演員，因飾演「大大」一角而爆紅。
- 10月19日——岳東華：棒球選手。
- 10月23日——陳冠廷：電競選手。
- 10月25日——
  - 王欣逸：演員。
  - 林星慧：演員。
  - 陳育軒：棒球選手。
- 10月29日——鄭芯恩：演員。
- 11月1日——
  - 林琬清：羽球選手。
  - 陳薇安：籃球運動員。
- 11月2日——
  - 廖乙忠：棒球選手。
  - 邱柏璋：籃球運動員。
- 11月3日——鄭鈞仁：棒球選手。
- 11月4日——溫晧昀：羽球選手。
- 11月5日——元元：模特兒、通告藝人。
- 11月6日——史靜茹：籃球運動員。
- 11月8日——李雪：演員。
- 11月10日——劉人豪：籃球運動員。
- 11月11日——方建德：棒球選手。
- 11月12日——
  - 賴雅琪：演員、舞者。
  - 張課琦：羽球選手。
  - 劉宏柏：籃球運動員。
  - 戴宜庭：籃球運動員。
- 11月17日——楊景惇：羽球選手。
- 11月18日——
  - 陳怡萍：足球教練。
  - 吳芷婷：花式撞球選手。
- 11月22日——鄭子洋：籃球運動員。
- 11月25日——
  - 豐正凱：籃球運動員。
  - 林建良：游泳運動員。
- 11月28日——陳韻文：職棒球員。現為中華職棒統一7-ELEVEn獅的投手。
- 11月29日——蔣榮宗：作曲家。
- 12月3日——楊芷瑜：籃球運動員。
- 12月4日——
  - 張雅玲：演員。
  - 梁浩真：籃球運動員。
- 12月9日——跨欄歌手Zing：歌手、跨欄運動員。
- 12月13日——
  - 蕭言軒：平面設計師、媒體藝術家。
  - 貝查理：籃球運動員。
  - 林郁婷：拳擊運動員。
- 12月17日——
  - 陳世軒：政治人物。
  - 李其恩：籃球運動員。
- 12月18日——
  - 唐琬貽：羽球選手。
  - 蔡齊哲：棒球選手。
- 12月20日——林映彤：演員。
- 12月22日——陳昱瑞：籃球運動員。
- 12月27日——余艾玟：射擊選手。
- 12月28日——英承晞：歌手、演員，是A-TEAM成員之一。
- 12月30日——施冠宇：棒球選手。

## 逝世
- 1月28日——朱雲影，台灣師範大學歷史系主任、首任歷史研究所所長。（生於1904年）
- 3月9日——郭水潭，作家。鹽分地帶文學家「北門七子」之一。（1908年出生）
- 3月29日——吳鴻麟，醫生、政治人物。曾任中壢醫院副院長、桃園縣議員、議長、縣長。（1899年出生）
- 5月6日——楊三郎，畫家。日治時期籌備臺陽美術協會，戰後出任台灣省美術展覽（省美展）的籌備委員。（1907年出生）
- 5月8日——鄧麗君，華人社會以至日本著名歌手。逝世於泰國清邁。（1953年出生）
- 6月25日——邱妙津，作家。著名女同性戀小說作家，代表作《鱷魚手記》。自殺。（1969年出生）
- 7月7日——李石樵，畫家。曾入選帝展、台展。代表作有《台北橋》、《林本源庭園》、《大將軍》。（1908年出生）
- 9月8日——張愛玲，中國現代作家。逝世於美國加州。（生於1920年）